# حسين أحمد صلاح
حسين أحمد صلاح هو عداء ماراثون سابق جيبوتي ولد في يوم 31 ديسمبر 1956 في مدينة علي صبيح في جيبوتي، أبرز إنجازاته كان فوزه بالميدالية البرونزية في دورة الألعاب الأولمبية الصيفية 1988 في سيئول في كوريا الجنوبية في سباق الماراثون، كما فاز أيضاً بالميدالية الفضية في بطولة العالم لألعاب القوى 1987 في روما وبطولة العالم لألعاب القوى 1991 في طوكيو، ويعتبر المتسابق الأولمبي الجيبوتي الوحيد الذي حاز على ميدالية أولمبية.

## روابط خارجية
- حسين أحمد صلاح على موقع الاتحاد الدولي لألعاب القوى (الإنجليزية)
- حسين أحمد صلاح على موقع اللجنة الأولمبية الدولية (الإنجليزية)
- حسين أحمد صلاح على موقع أوليمبيديا (الإنجليزية)